# Hugo Freund & Co
Hugo Freund & Co je tvrtka za prozvodnju nakita osnovana 1908. godine u Pragu. Osnivač te tvrtke bio je Hugo Freund.

## Povijest tvrtke

### 1905. – 1933.
Hugo Freund & Co imao je podružnice u: Beču, Pforzheimu, Antwerpenu i Švicarskoj, koje su održavali stalni kontakt s PBX-om u Pragu i ne samo kupovale, već i izvozile i obavještavale PBX o važnim inozemnim inovacijama i tržišnoj situaciji.
Kada je došlo vrijeme otežanog uvoza strane robe i kada se trebalo odvojiti od stranih dobavljača i njegovih stranih postrojenja, Freund je odlučio uštedjeti jer su bile visoke carinske i devizne pristojbe.
Na kraju Drugog svjetskog rata sva su privatna poduzeća nacionalizirana, a među njima i tvrtka Hugo Freund & Co.
- Galerija
- Hugo Freund a Spol.
- Recepcija
- Ured
- Zaliha

## Vanjske poveznice
- Hugo Freund a Spol.(češki)
- Hugo Freund na www.holocaust.cz(češki)
- Silver Lipstick Holder, Hugo Freund Prague, cca 1935(engleski)
- Hugo Freund na geni.com(češki)